# میرزا احمد اصفهانی
میرزا احمد اصفهانی (انگلیسی: Mirza Ahmad Ispahani؛ ۱۸۹۸ – ۱۹۸۶) کارآفرین اهل بنگلادش بود.